# Hungarian International 2010
Die Hungarian International 2010 im Badminton fanden vom 4. bis zum 7. November 2010 in Budaörs statt. Es war die 35. Auflage dieser internationalen Meisterschaften von Ungarn. Das Preisgeld betrug 5.000 US-Dollar, was dem Turnier zum BWF-Level 4B verhalf. Der Referee war Jochen Heumos aus Deutschland.

## Austragungsort
- Budaörs Sportshall, Hársfa u. 6

## Sieger und Platzierte
| Disziplin    | Gold                            | Silber                             | Bronze                              |
| ------------ | ------------------------------- | ---------------------------------- | ----------------------------------- |
| Herreneinzel | Ville Lång                      | Yuhan Tan                          | Gabriel Ulldahl                     |
| Herreneinzel | Ville Lång                      | Yuhan Tan                          | Michael Lahnsteiner                 |
| Dameneinzel  | Karin Schnaase                  | Anne Hald                          | Judith Meulendijks                  |
| Dameneinzel  | Karin Schnaase                  | Anne Hald                          | Patty Stolzenbach                   |
| Herrendoppel | Peter Käsbauer Josche Zurwonne  | Maurice Niesner Till Zander        | Jacco Arends Jelle Maas             |
| Herrendoppel | Peter Käsbauer Josche Zurwonne  | Maurice Niesner Till Zander        | Chris Coles Matthew Nottingham      |
| Damendoppel  | Johanna Goliszewski Carla Nelte | Claudia Vogelgsang Kim Buss        | Alexandra Langley Lauren Smith      |
| Damendoppel  | Johanna Goliszewski Carla Nelte | Claudia Vogelgsang Kim Buss        | Samantha Ward Alyssa Lim            |
| Mixed        | Jacco Arends Selena Piek        | Peter Käsbauer Johanna Goliszewski | Viki Indra Okvana Gustiani Megawati |
| Mixed        | Jacco Arends Selena Piek        | Peter Käsbauer Johanna Goliszewski | Josche Zurwonne Carla Nelte         |

## Finalergebnisse
| Disziplin    | Sieger                          | Finalist                           | Ergebnis    |
| ------------ | ------------------------------- | ---------------------------------- | ----------- |
| Herreneinzel | Ville Lång                      | Yuhan Tan                          | 22:20 21:16 |
| Dameneinzel  | Karin Schnaase                  | Anne Hald                          | 21:15 21:16 |
| Herreneinzel | Peter Käsbauer Josche Zurwonne  | Maurice Niesner Till Zander        | 21:17 22:20 |
| Damendoppel  | Johanna Goliszewski Carla Nelte | Claudia Vogelgsang Kim Buss        | 21:14 22:20 |
| Mixed        | Jacco Arends Selena Piek        | Peter Käsbauer Johanna Goliszewski | 21:15 21:14 |